# Valenciennes
Valenciennes [valɑ̃ˈsjɛn] (niederländisch Valencijn) ist eine französische Stadt mit 42.979 Einwohnern (Stand 1. Januar 2022) im Département Nord in der Region Hauts-de-France. Die Universitätsstadt ist ein wirtschaftliches Zentrum in Nordfrankreich und der einstige Hauptort der nordfranzösischen Stahlregion und ein Zentrum des Nordfranzösischen Kohlereviers.

## Geographie

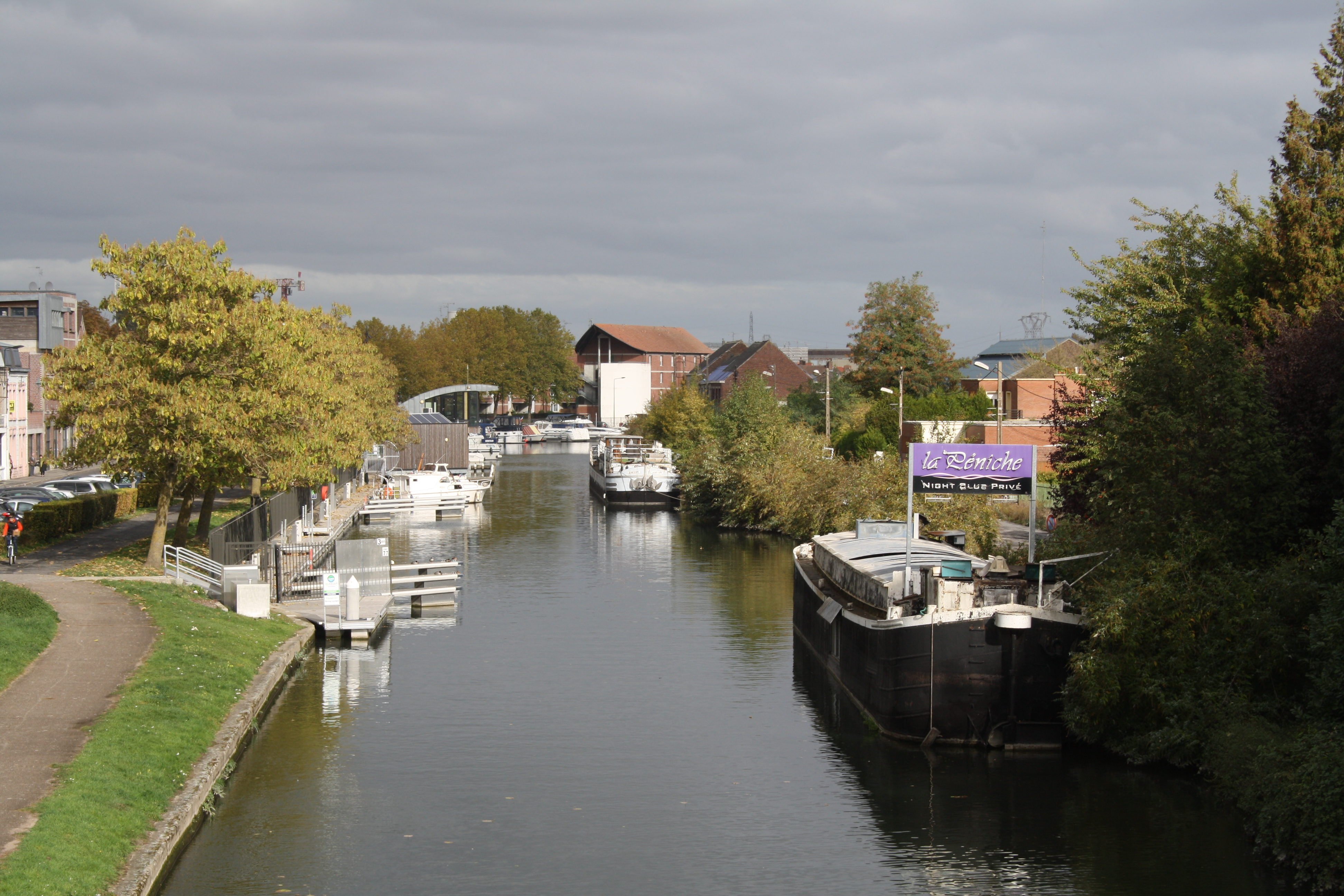
Die Schelde an der Brücke Pont Jacob

Die Stadt Valenciennes liegt an der Schelde, französisch Escaut, die die historische Innenstadt von den westlich gelegenen Stadtteilen trennt. Die Stadt liegt ca. acht Kilometer westlich der Grenze zu Belgien und hat etwa 300.000 Einwohner im umliegenden Einzugsgebiet. Sie ist mit dem nordwestlich liegenden Regionalen Naturpark Scarpe-Schelde (Parc naturel régional Scarpe-Escaut) verbunden. Dort mündet auch das Flüsschen Rhonelle, das aus dem Stadtzentrum durch einen teilweise unterirdisch verlaufenden Ableitungskanal in die Schelde entwässert. Die nächstgrößeren Städte sind Lille und Roubaix (53 Kilometer nordwestlich), Charleroi (Belgien, 75 Kilometer östlich) und Saint-Quentin (85 Kilometer südlich).
Valenciennes ist Zentrum eines Industriegebietes. Mit den Nachbargemeinden ist es zum Städteverbund Valenciennes Métropole zusammengeschlossen, der über 350.000 Einwohner zählt.

## Geschichte
Die Stadt wurde wahrscheinlich von den Merowingern gegründet, möglicherweise handelt es sich aber um eine römische Stadtgründung (Valentiana).

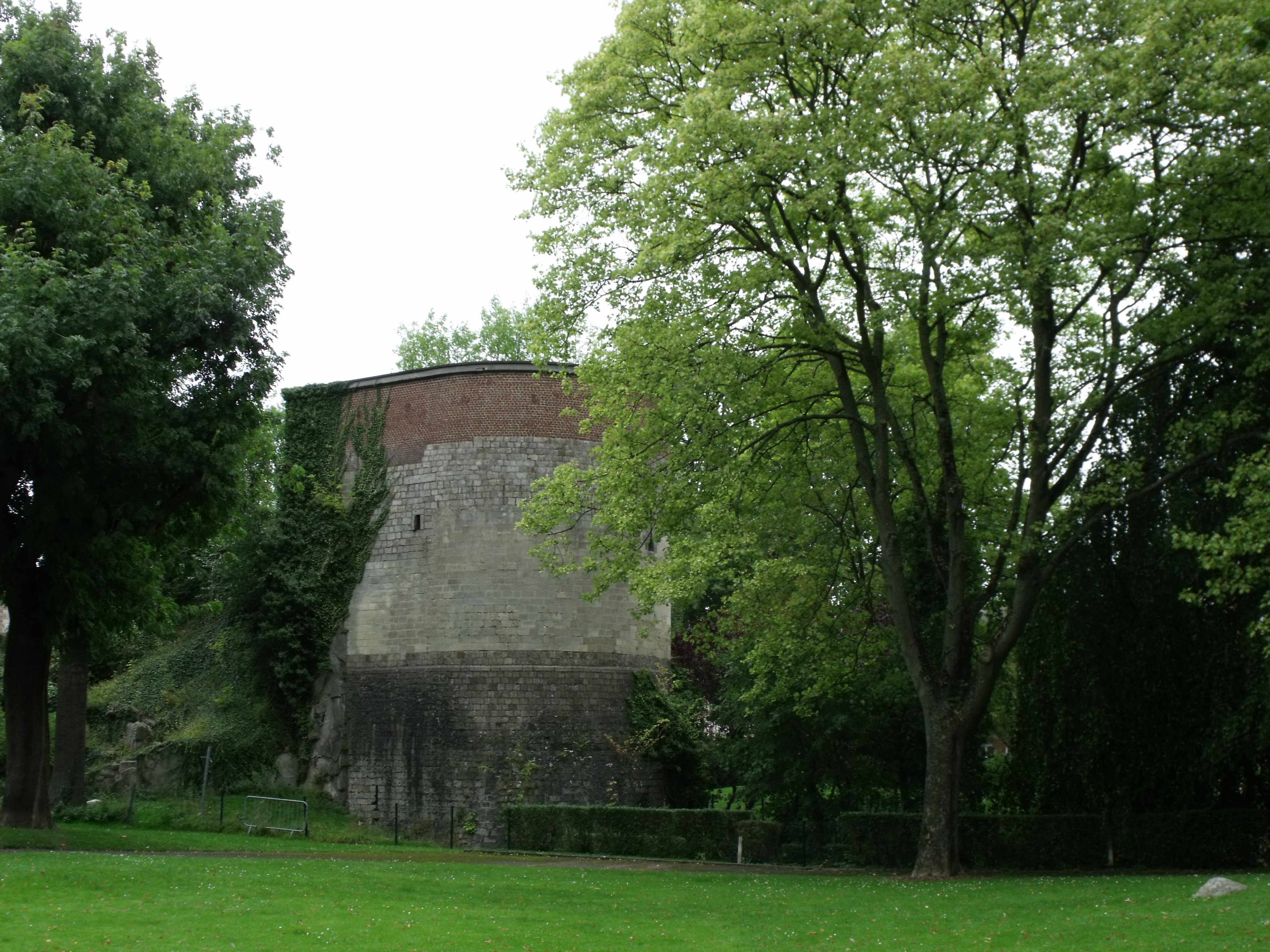
Tour de la Dodenne

Im Jahr 693 wurde Valenciennes zum ersten Mal in einer Urkunde des Frankenkönigs Chlodwig III. erwähnt. Im Jahr 881 wurde die Gaugrafschaft Hennegau von den Normannen überfallen, 923 kam Valenciennes zum Herzogtum Lothringen. Mit diesem wurde es später Teil des Heiligen Römischen Reichs und Sitz eines Markgrafen. 1006 eroberte die Mark und Stadt der Graf von Flandern Balduin IV. und erhielt sie 1015 von Heinrich II. als Lehen. 1008 blieb der Ort, nach Anrufen der Jungfrau Maria, auf wundersame Weise von einer Pestepidemie verschont. Seither wird alljährlich zur gleichen Zeit die Prozession „Tour du Saint-Cordon“ begangen.
Ab 1070 gehörte die Mark Valenciennes zur Grafschaft Hennegau und die Stadt wurde deren Residenz. Die Eigenschaft als Residenz verlor sie im Jahr 1295 an Mons. 1285 wurde die Währung des Hennegau durch den französischen Écu ersetzt. Im 14. Jahrhundert ließ der bayerische Herzog Albrecht II. den Wehrturm Tour de la Dodenne errichten. 1433 fiel Valenciennes mit dem Hennegau, der damit seine Eigenständigkeit verlor, an die Burgundischen Niederlande, später mit ihnen an das Haus Habsburg und schließlich an Spanien.
Der Habsburger Karl V. herrschte ab 1524 über die Stadt. Gegen ihn verbündete sich 1552 der französische König Heinrich II. mit den Protestanten. Nach der Erhebung der Geusen sammelte 1566 der spanische König Philipp II. aus der Dynastie der Habsburger seine Truppen in einer Festung am Stadttor Porte d’Anzin. Der La Redoute genannte Bau wurde 1576 von den Valenciennern belagert, das Ende der spanischen Herrschaft wurde aber nicht erreicht.
Um 1560 wurde die Stadt ein Zentrum des Calvinismus, bald setzte sich aber die Gegenreformation durch. 1591 gründeten die Jesuiten eine Schule und ließen bald darauf die Kirche Saint-Nicolas errichten. 1611 entstand die Fassade des Rathauses im Stil der Renaissance. Im 17. Jahrhundert wurde die Schelde zwischen Valenciennes und Cambrai kanalisiert, wovon die Textilindustrie profitierte.
Am 17. März 1677 kapitulierte die Stadt nach der Belagerung durch die Truppen des französischen Königs Ludwig XIV. unter dessen Heerführer François-Henri de Montmorency-Luxembourg. Nach dem Holländischen Krieg fiel Valenciennes im Rahmen des Vertrags von Nimwegen 1678 an Frankreich. Sébastien Le Prestre de Vauban baute die Stadt zu einer der bedeutendsten Festungsanlagen Nordfrankreichs aus.
Die wirtschaftliche Lage der Stadt verschlechterte sich bis zur Entdeckung der ersten Kohlevorkommen. Im nahen Fresnes-sur-Escaut wurde 1718 ein erster Schacht abgeteuft, ab 1734 in Anzin Fettkohle abgebaut. Die Frauen begannen seinerzeit, die berühmt gewordene Klöppelspitze Dentelle de Valenciennes anzufertigen, auch die Porzellanindustrie blühte auf. Aufgrund seiner künstlerischen Ausstrahlung wurde Valenciennes auch als „Athen des Nordens“ bezeichnet.
Im Juli 1793 wurde Valenciennes von britisch-österreichischen Truppen, den Gegnern der Französischen Revolution, eingenommen, besetzt und verwüstet. Erst im August des folgenden Jahres konnte die Stadt von den Revolutionären zurückerobert werden. Im Oktober 1794 wurden die Ursulinen von Valenciennes mit ihrer Oberin Marie-Clotilde vom heiligen Franziskus Borja (Marie-Clotilde Paillot) in Valenciennes mit drei weiteren Nonnen, die sie in ihre Gemeinschaft aufgenommen hatten, wegen ihrer Glaubenstreue von einem Revolutionstribunal verurteilt und auf dem Schafott hingerichtet. Papst Benedikt XV. sprach die Märtyrinnen von Valenciennes 1920 selig.

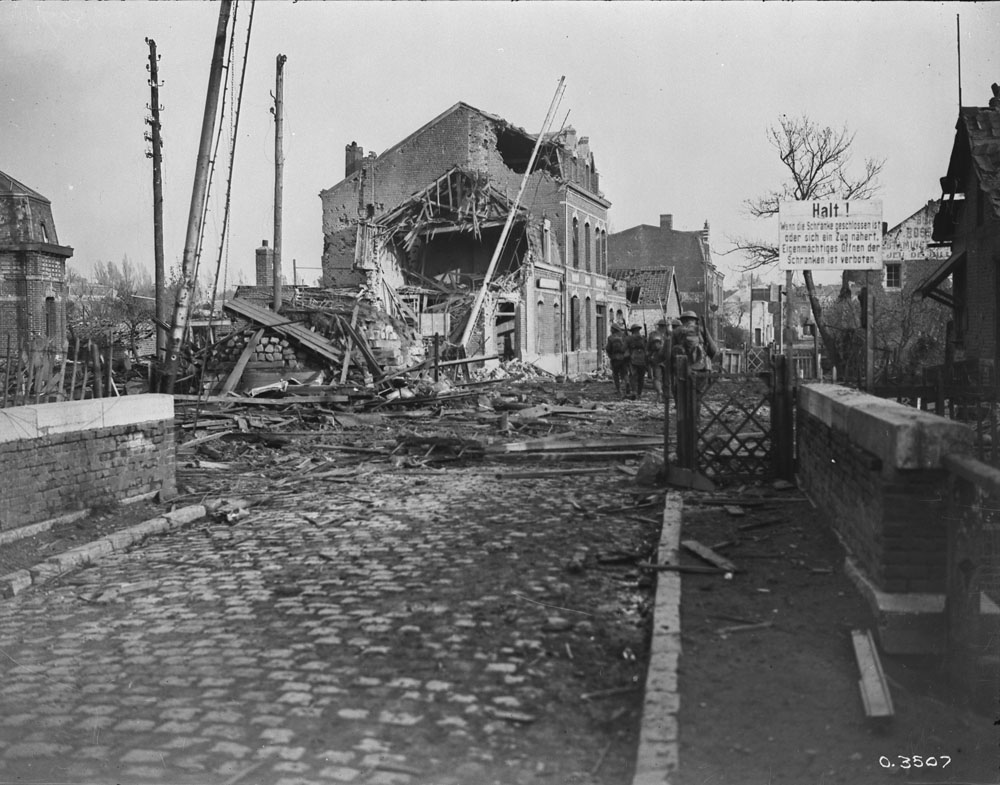
Kanadische Soldaten bei der Befreiung der Stadt im November 1918

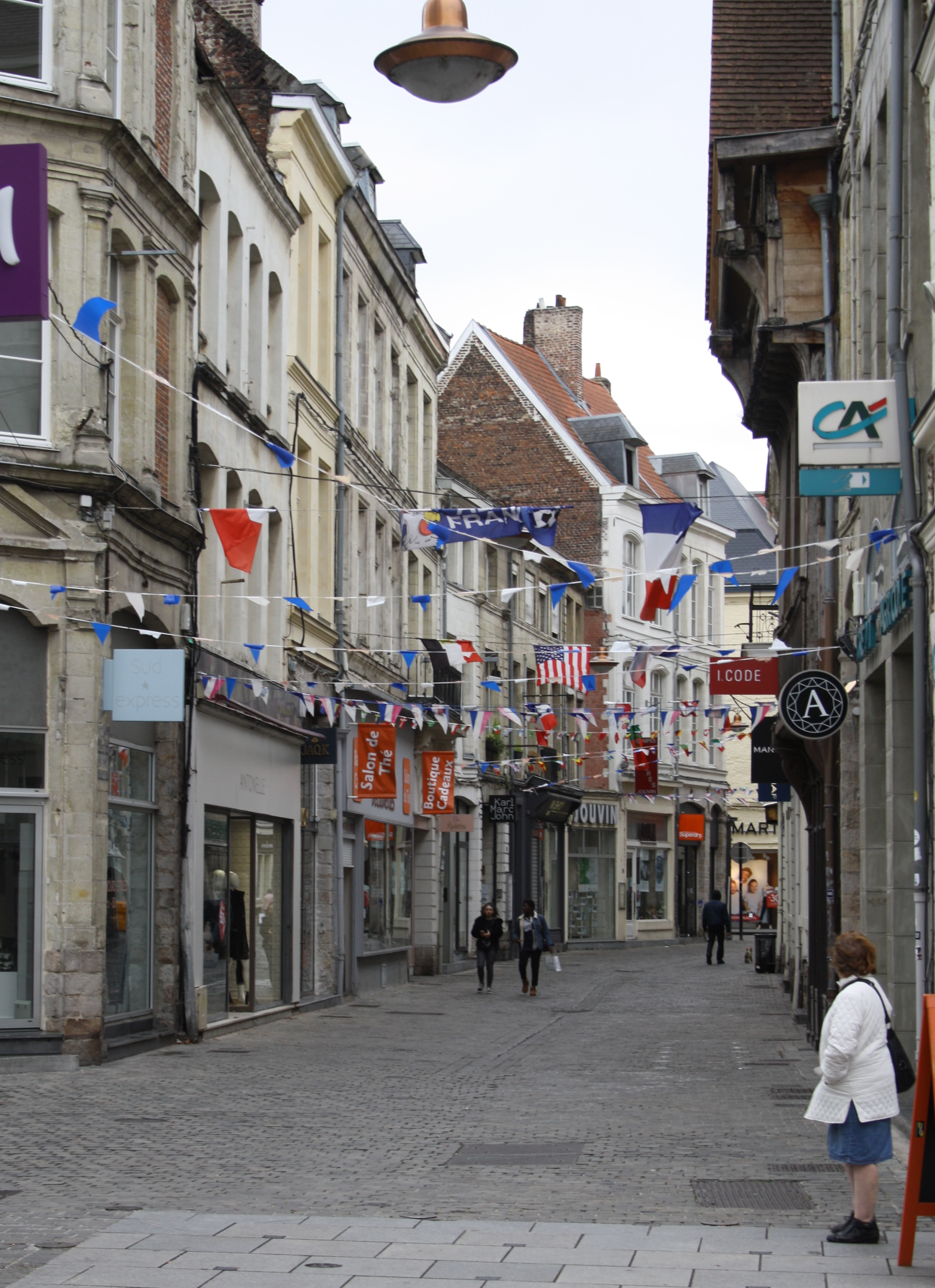
Rue de Famars in der Innenstadt

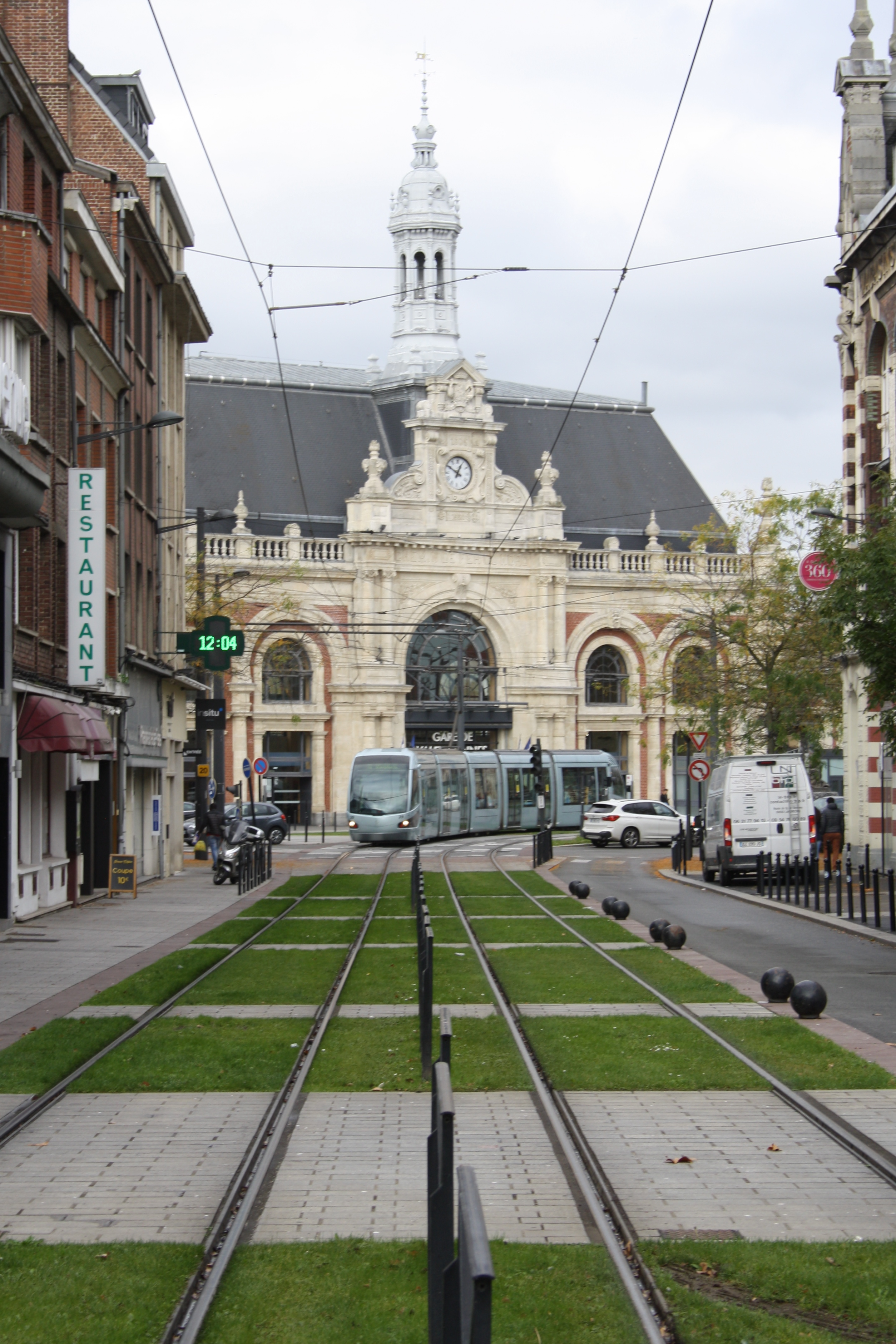
Straßenbahn vor dem Bahnhofsgebäude

Nach dem Sturz Napoleon Bonapartes ergab sich die Stadt 1815 der Macht der Bourbonen. Die Kohleindustrie und die Zuckerraffinerien erlebten einen Aufschwung. 1824 wurde Valencienes Unterpräfektur und dank der Kohlevorkommen im 19. Jahrhundert ein Zentrum der Stahlindustrie. Am 7. April 1843 stürzte bei Instandsetzungsarbeiten der Belfried ein, ein hoher Glockenturm neben dem Rathaus, der seit 1247 die Rechte und Privilegien der Bürger symbolisiert hatte.
Zwischen 1891 und 1893 wurden die Befestigungsanlagen abgerissen, da die Stadt nicht mehr als kriegsgefährdet betrachtet wurde.
Im Ersten Weltkrieg wurde Valenciennes vom deutschen Heer besetzt. Nach schweren Gefechten konnten britische und kanadische Truppen 1918 die Stadt befreien.
In der Erinnerung an die Zerstörungen, Entbehrungen und Demütigungen des Ersten Weltkriegs verließ die Bevölkerung im Frühjahr 1940 angesichts der vorrückenden Wehrmacht Valenciennes. Am 10. Mai 1940 bombardierte die deutsche Luftwaffe die Stadt, deren Zentrum in der Nacht vom 21. auf den 22. Mai von Plünderern in Brand gelegt und von einem zwei Wochen anhaltenden Feuer zerstört wurde. Auch das Rathaus ging in Flammen auf, lediglich die Fassade blieb erhalten. Die deutschen Soldaten drangen am 27. Mai ein und besetzten Valenciennes erneut. Diesmal gelang die Befreiung am 2. September 1944 der United States Army.
Mit der Wirtschaftskrise der 1970er Jahre ging der Niedergang der Stahl-, Schamotte-, Textil- und Lebensmittelindustrie einher. Geblieben sind der Bau von Automobilen, Bahnfahrzeugen und Rohren.

## Bevölkerungsentwicklung
| Jahr                       | 1962   | 1968   | 1975   | 1982   | 1990   | 1999   | 2011   | 2021   |
| Einwohner                  | 45.379 | 46.626 | 42.473 | 40.275 | 38.441 | 41.278 | 43.471 | 42.991 |
| Quellen: Cassini und INSEE |        |        |        |        |        |        |        |        |

## Wappen
Beschreibung: „In Rot ein blau bewehrter und gezungter goldener Löwe.“

## Städtepartnerschaften
- Agrigent auf Sizilien, Italien, seit 1982
- Chatham, England
- Düren in Nordrhein-Westfalen, Deutschland, seit 1959
- Gliwice, Polen, seit 1991

## Wirtschaft und Infrastruktur

### Industrie
Besondere Bedeutung für die Region hat die metallverarbeitende und Automobil-Industrie. Ein Gemeinschaftsunternehmen von Stellantis und Toyota produziert dort die Modelle Citroën Jumpy, Citroën Spacetourer, Peugeot Expert, Peugeot Traveller und Toyota Proace. Außerdem verfügt Stellantis über eine Getriebefertigung, und Toyota stellt in der Nähe den Toyota Yaris her. Bombardier Transportation und Alstom sind mit Fabriken in Valenciennes vertreten.
Seit 2005 befinden sich die Büros der Europäischen Eisenbahnagentur (ERA) in Valenciennes.

### Verkehr

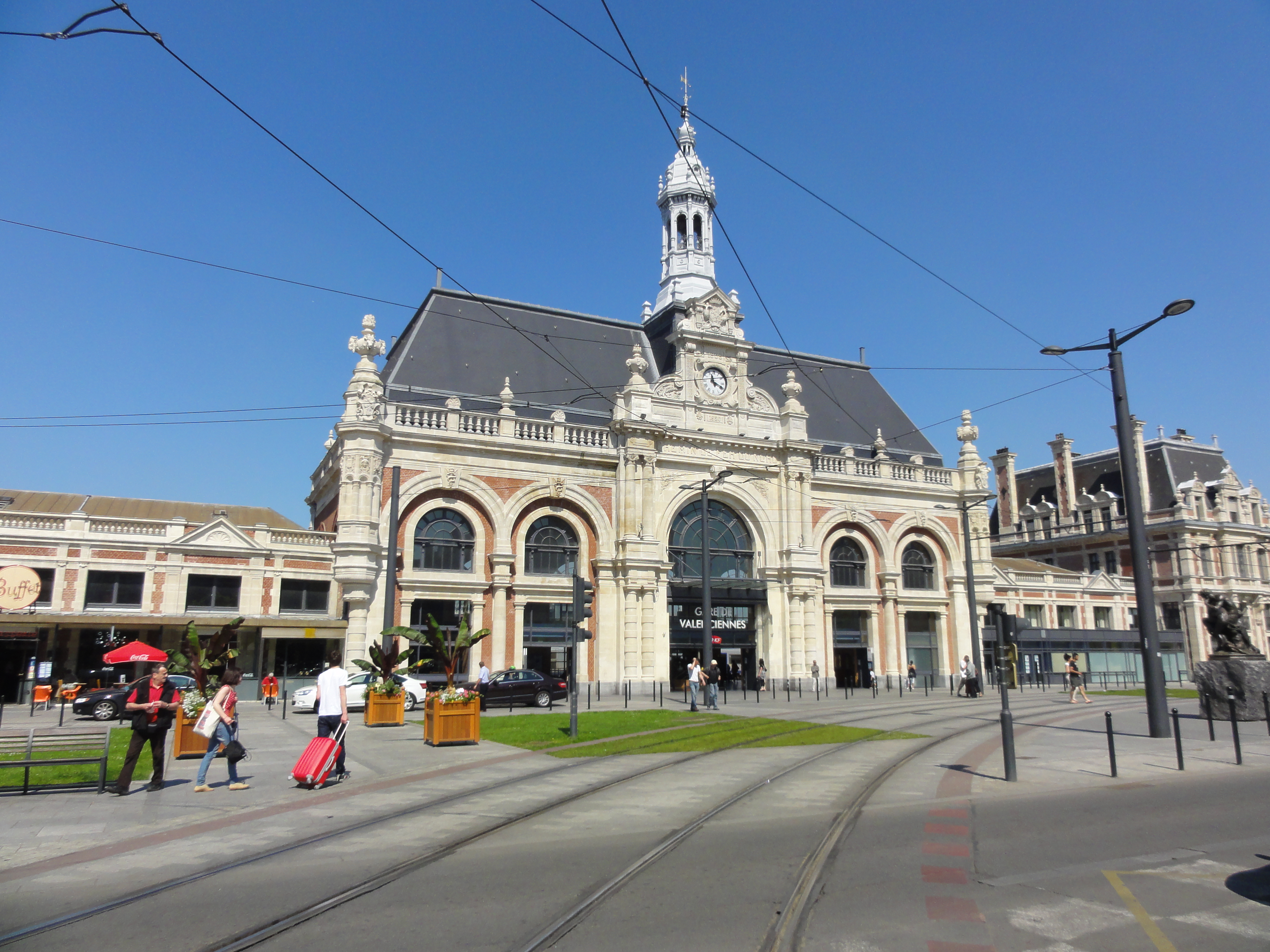
Bahnhof

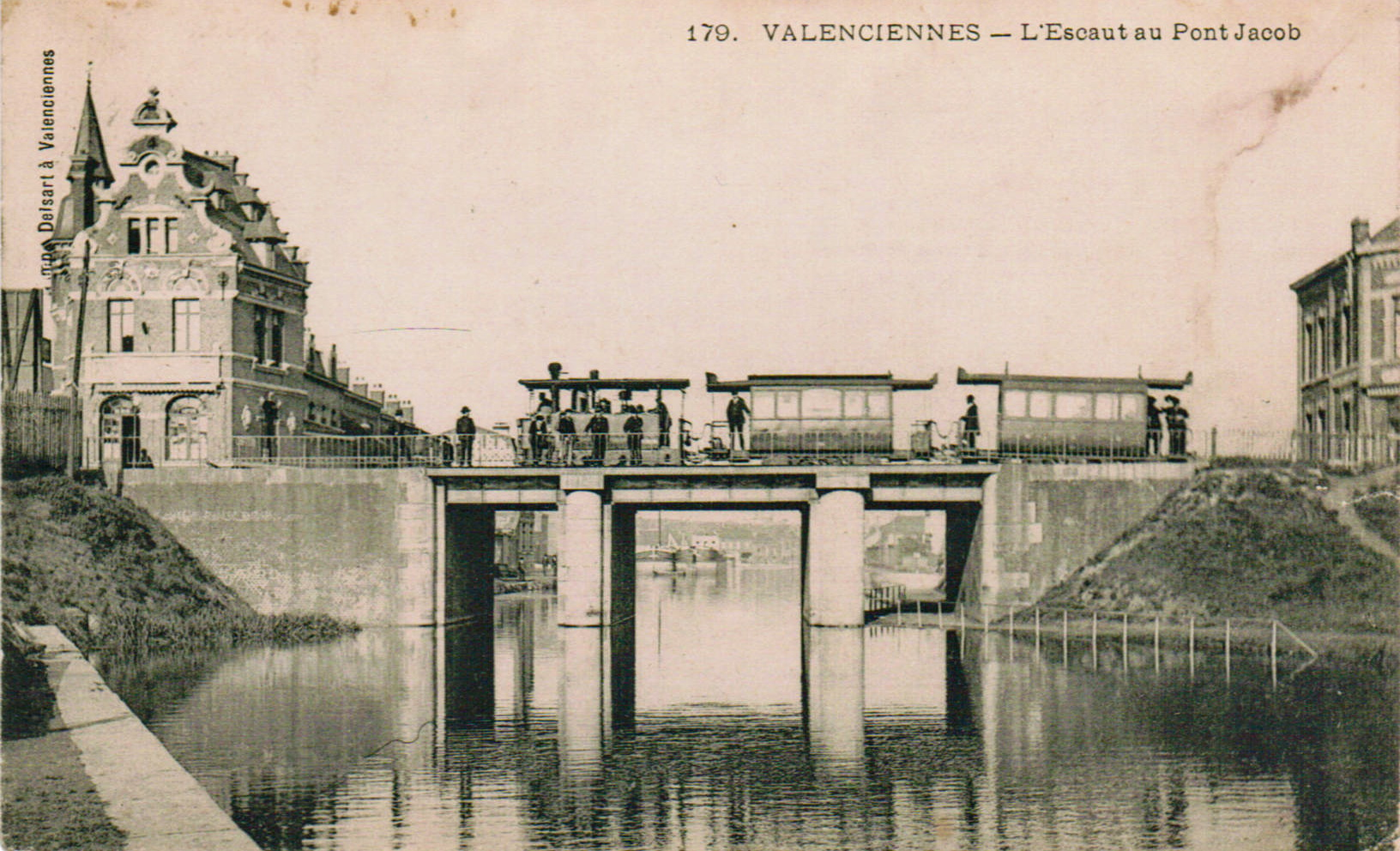
Dampfstraßenbahnzug auf der Brücke Pont Jacob über die Schelde, um 1905

Valenciennes liegt an den Autobahnen A 2 (in Richtung Paris bzw. Mons) und A 23 (nach Lille).
Der Bahnhof Valenciennes ist ein Eisenbahnknoten, in dem sich die Hauptbahnen von Fives nach Hirson und Douai nach Blanc-Misseron treffen, zudem beginnt dort die Strecke nach Lourches. Sämtliche Strecken sind elektrifiziert. Das Empfangsgebäude stammt aus dem Jahr 1909, die Bahnhofshalle wurde 1918 durch Bomben vernichtet. Im Zweiten Weltkrieg wurde der Bahnhof stark zerstört und in den Nachkriegsjahren wiederaufgebaut. Das Bahnbetriebswerk wurde mit dem Ende der Dampftraktion aufgegeben und 1979 abgerissen.
Im Jahr 1881 begann die Erschließung der damals rund 30.000 Einwohner zählenden Stadt und ihres Umlands mit Dampfstraßenbahnen. 1914 verkehrten die ersten elektrischen Triebwagen, zwischen 1918 und 1923 wurde das im Ersten Weltkrieg stark in Mitleidenschaft gezogene Netz wiederhergestellt. Nach den Zerstörungen des Zweiten Weltkriegs und infolge der Konkurrenz durch den Automobilverkehr wurde die Straßenbahn im Oktober 1966 stillgelegt.

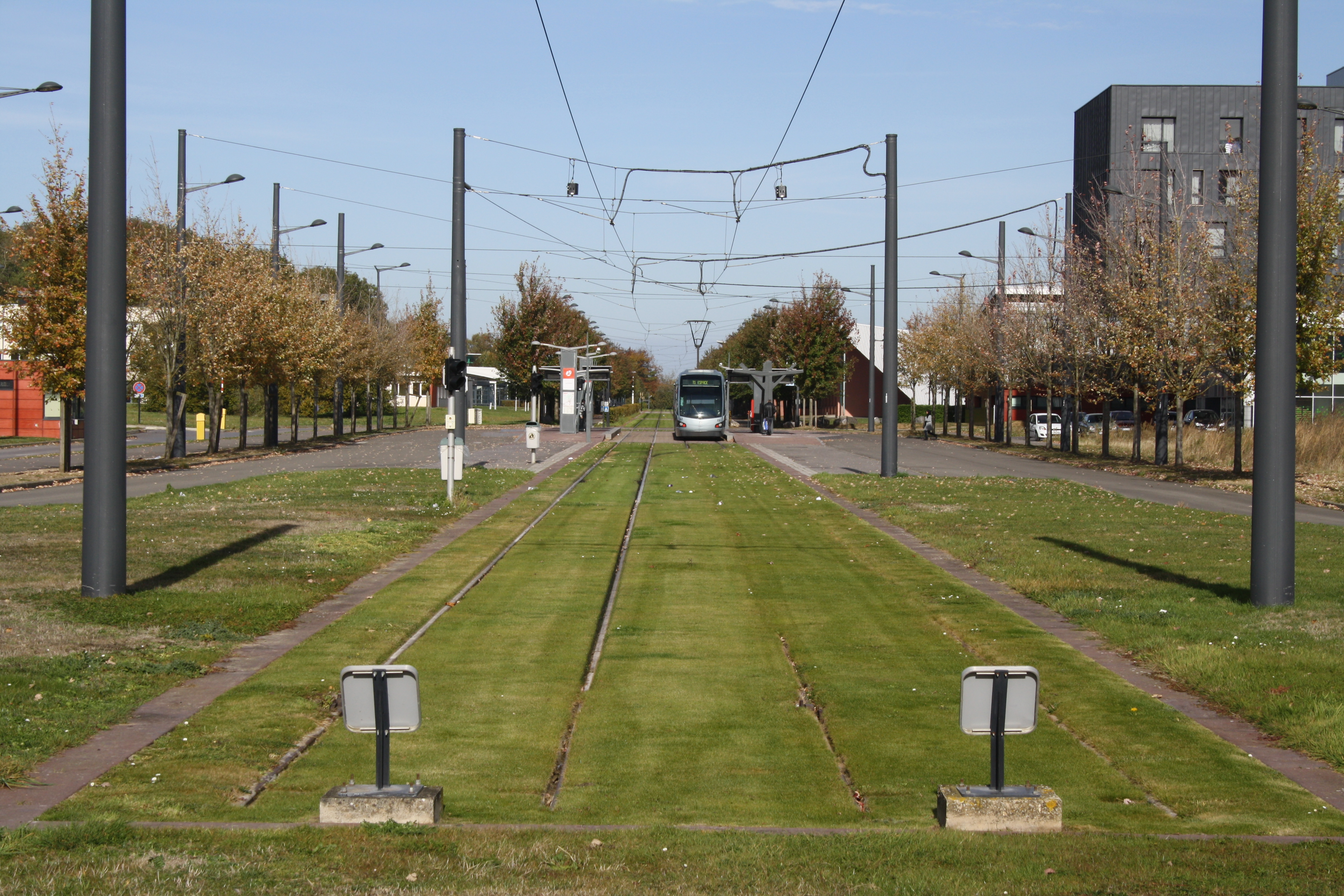
Endhaltestelle der Straßenbahn auf dem Campus der Universität in Famars

Seit Juli 2006 verfügt Valenciennes – nach 40 Jahren Unterbrechung – wieder über ein modernes Straßenbahnsystem, das den öffentlichen Personennahverkehr deutlich aufwertete und attraktiver machte. Es entstand ein Nahverkehrssystem, das im geplanten Endausbau über ein Schienennetz von 34 Kilometern mit vier Linien verfügen und die Umlandgemeinden an die Kernstadt anbinden soll.

### Universität
Die Université polytechnique des Hauts-de-France (UPHF) wurde 1968 gegründet, bis 2018 hieß sie Université de Valenciennes. Sie verfügt über fünf Campus in Famars und Valenciennes sowie Einrichtungen in Cambrai und Maubeuge. Seit 2002 bestand an der Universität Valenciennes die École nationale supérieure d'ingénieurs en informatique, automatique, mécanique, énergétique et électronique (ENSIAME), die aus dem Zusammenschluss dreier Ingenieurschulen der Stadt hervorging. Die ENSIAME fusionierte 2019 mit dem Institut des sciences et techniques de Valenciennes (ISTV) und der Faculté des sciences et métiers du sport (FSMS) zum  Institut national des sciences appliquées Hauts-de-France (INSA).

## Kultur und Sehenswürdigkeiten

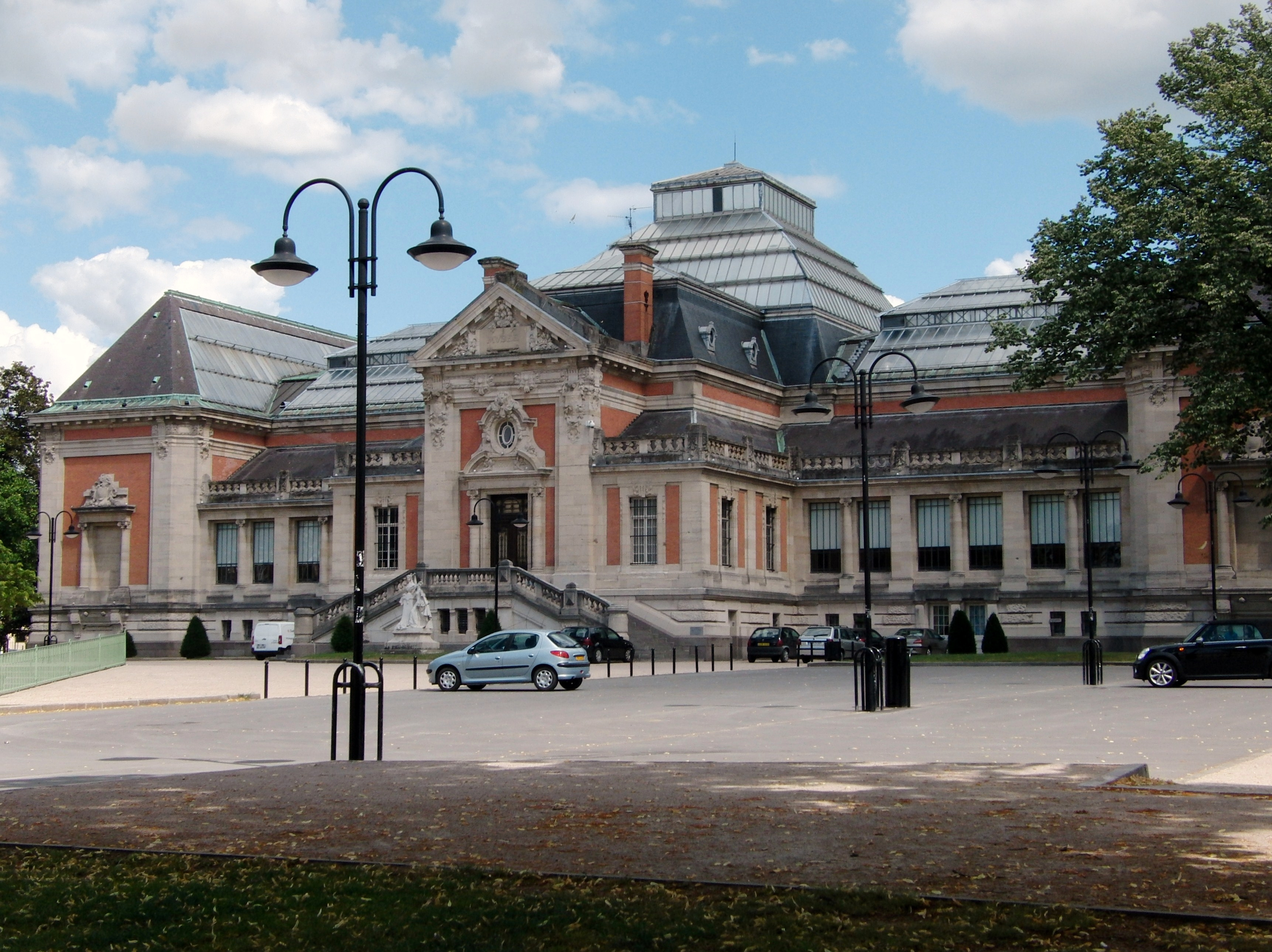
Musée des Beaux-Arts

1687 wurde die Académie de Musique gegründet, aus der 1884 das Conservatoire national de musique Eugène Bozza hervorging.
Das 1801 gegründete Kunstmuseum Musée des Beaux-Arts zeigt Werke französischer und flämischer Maler und Bildhauer.

### Kirchen

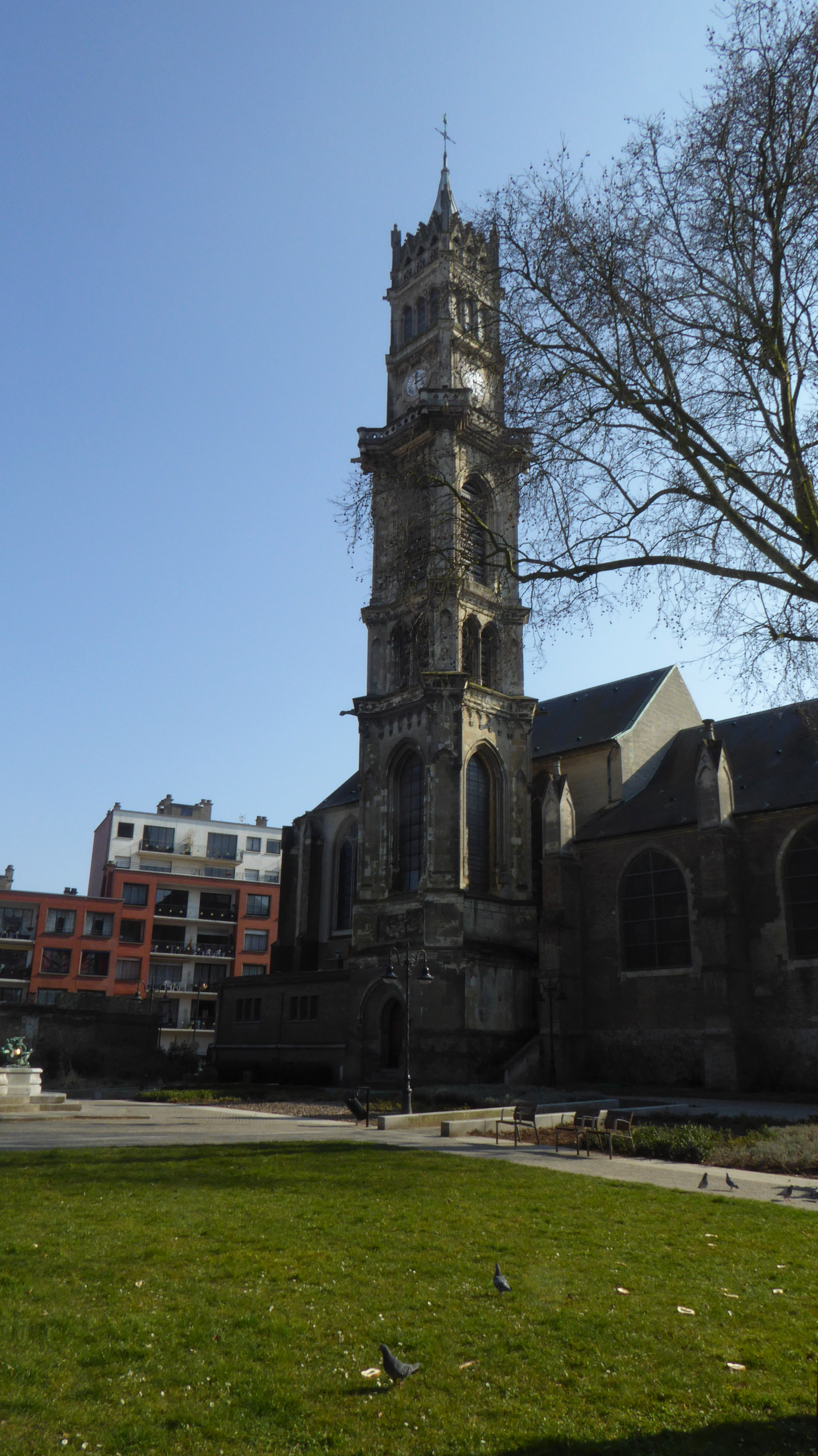
Kirche Saint-Géry
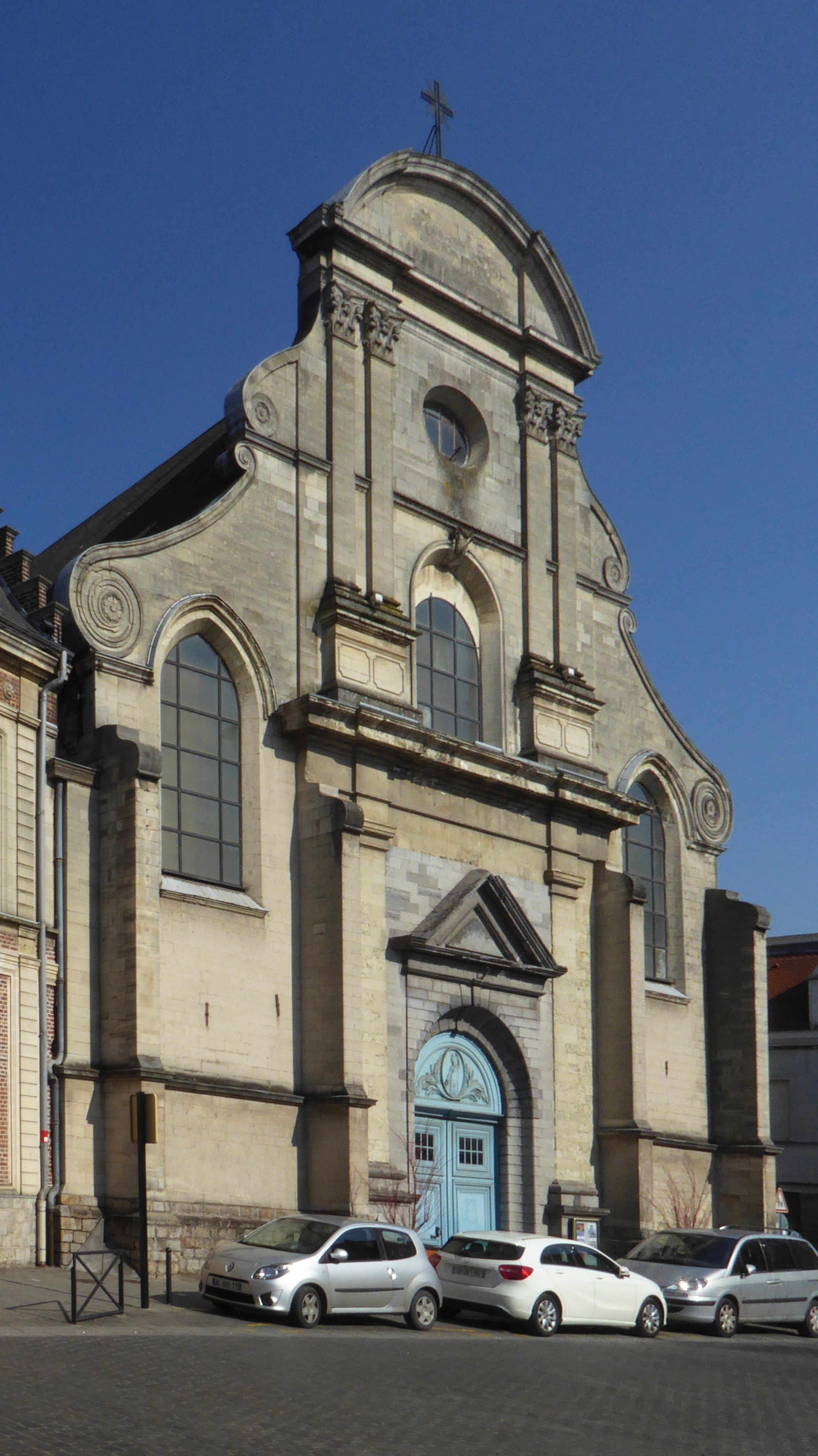
Kirche Saint-Nicolas
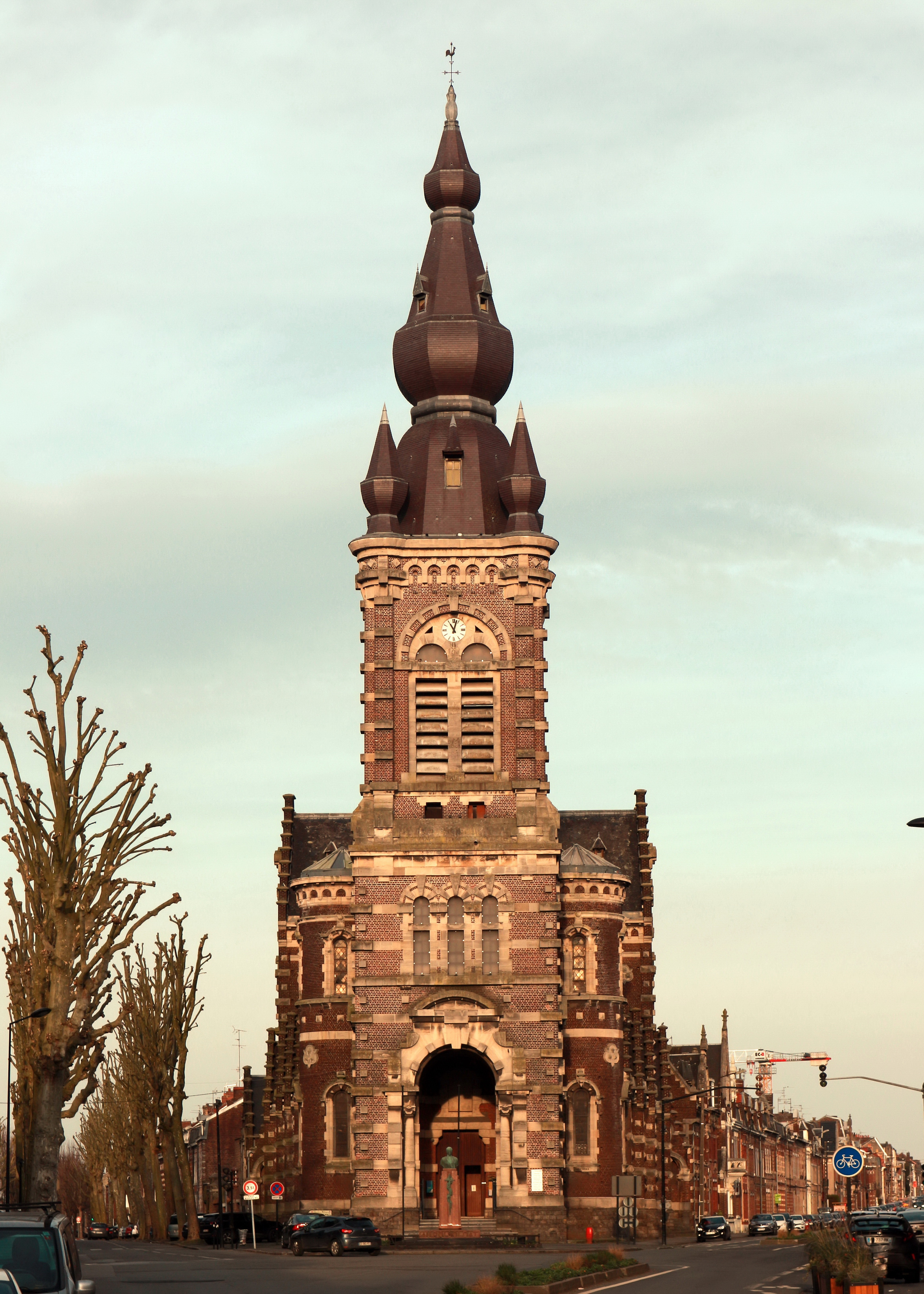
Kirche Saint-Michel
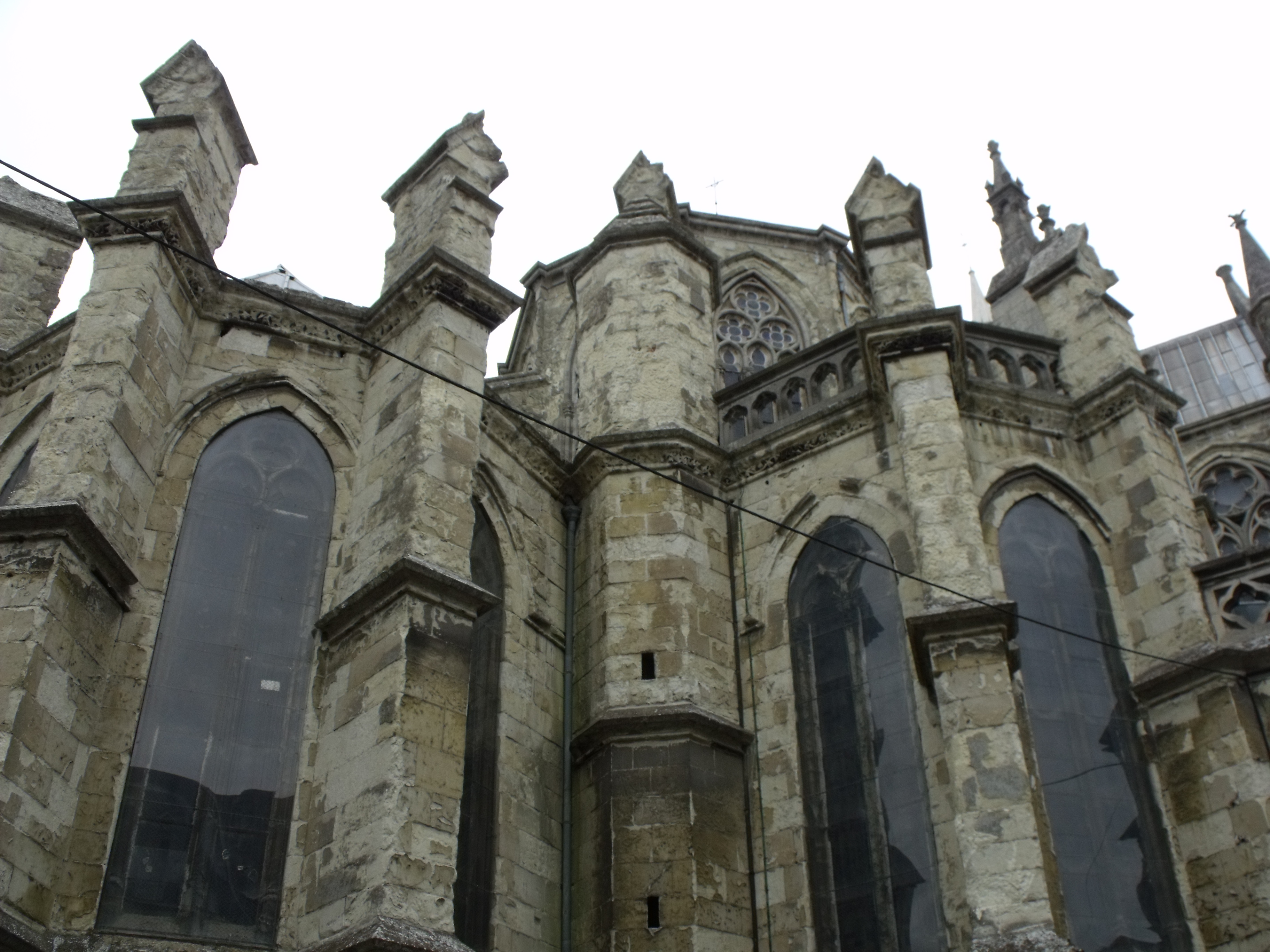
Kirche Notre-Dame-du-Saint-Cordon
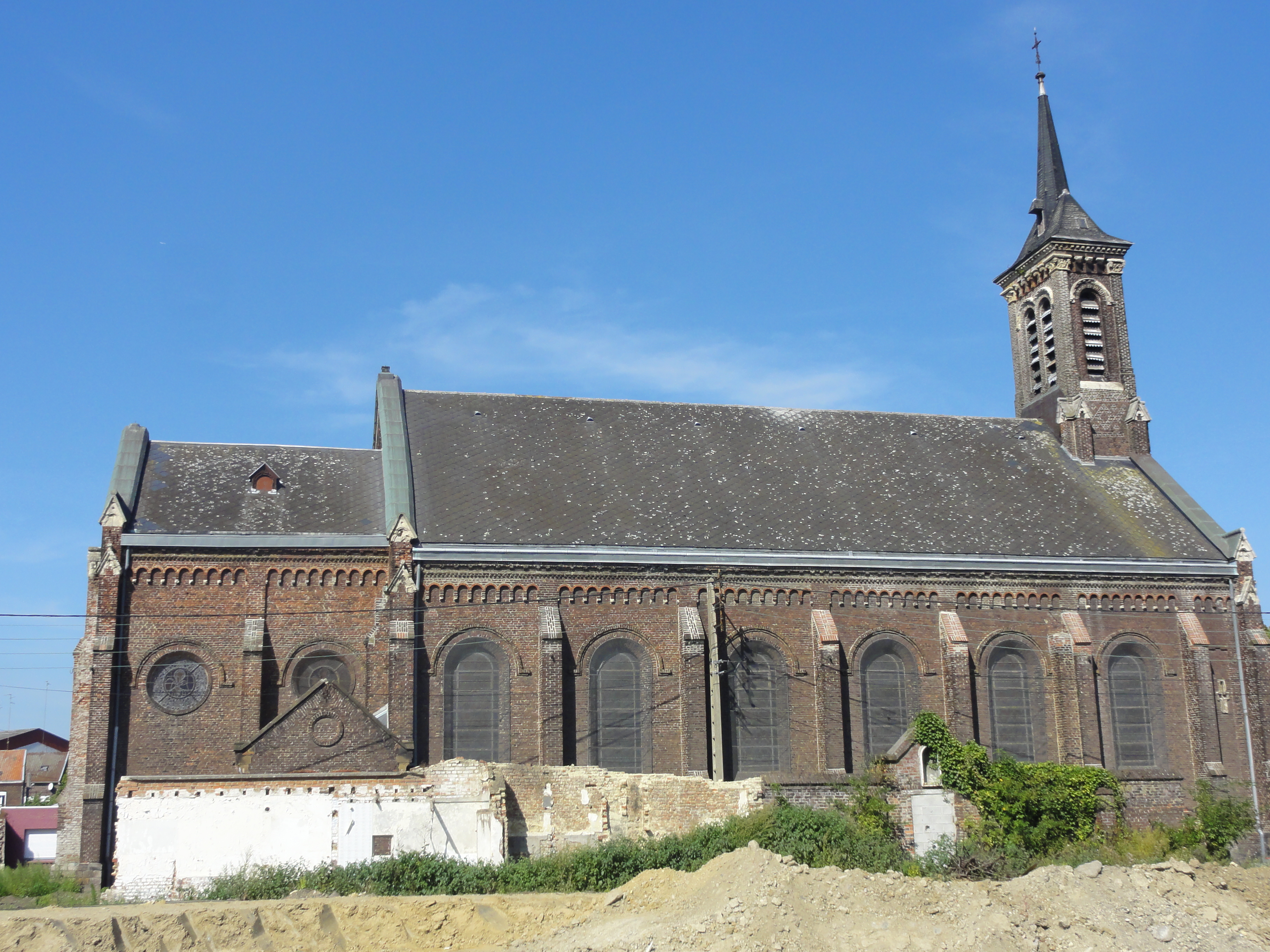
Kirche Saint-Waast

- Kirche Saint-Géry
- Kirche Saint-Nicolas
- Kirche Saint-Michel
- Kirche Notre-Dame-du-Saint-Cordon
- Kirche Saint-Waast

### Sport
Das sportliche Aushängeschild von Valenciennes ist der Fußballverein Valenciennes Football Club. Die erste Mannschaft der Männer trägt ihre Spiele im 2011 eröffneten Stade du Hainaut aus, das eines von neun Stadien für die Fußball-Weltmeisterschaft der Frauen 2019 ist.

## Persönlichkeiten

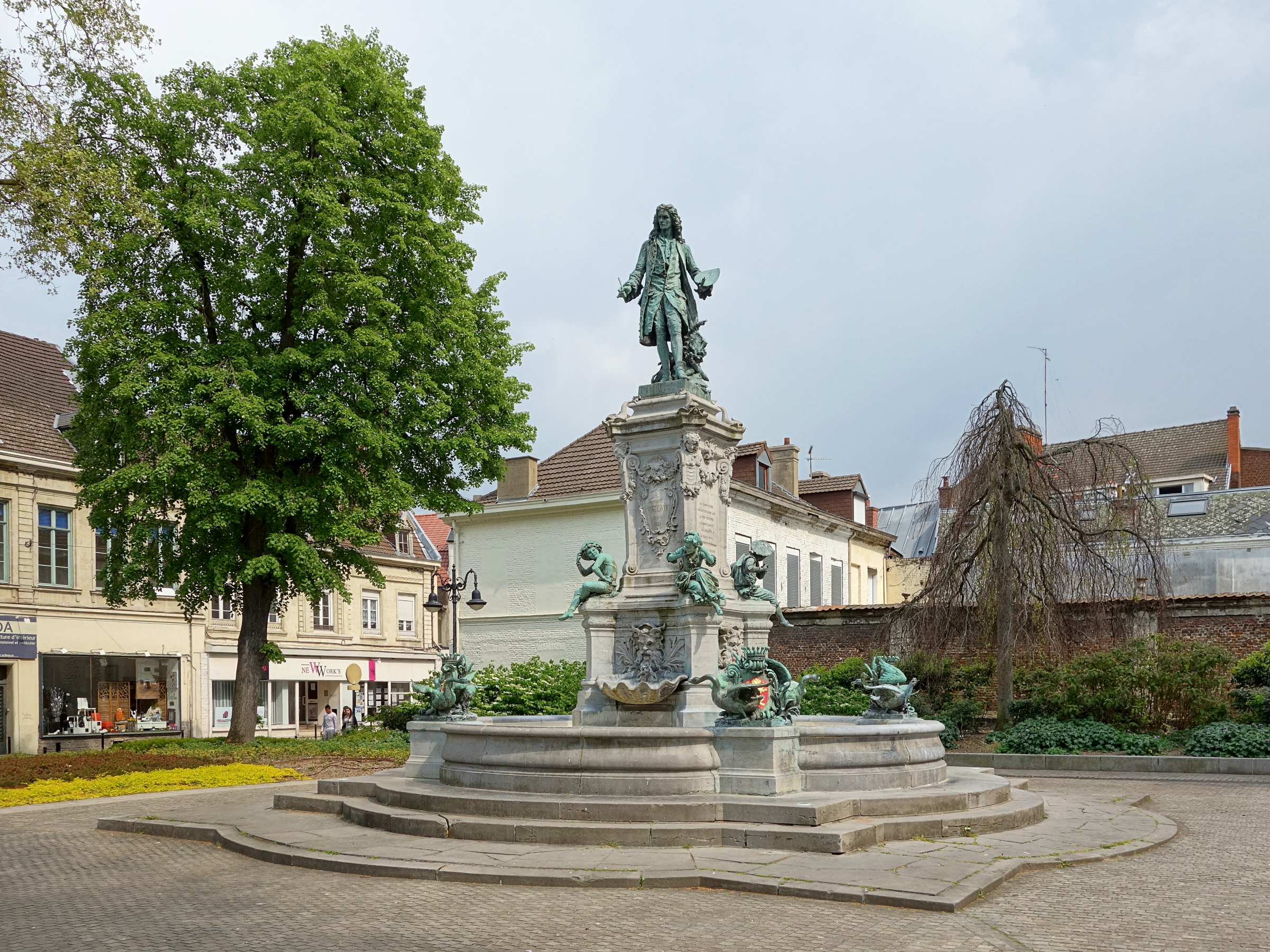
Statue von Antoine Watteau an der Rue de Paris

- Rose Anselme (1740–nach 1784), französisch-niederländische Schauspielerin und Sängerin
- Louis Bailly (1882–1974), Violinist und Musikpädagoge
- Etienne Bernard Barrière (1748–1816 oder 1818), französischer Violinist und Komponist der klassischen Epoche
- Yassin Ben Balla (* 1996), Fußballspieler
- Olivier Benoît (* 1969), Jazzmusiker
- Benjamin Berton (* 1974), Schriftsteller und Politikwissenschaftler
- Eugène Bozza (1905–1991), Komponist und Direktor der Ecole Nationale de Musique
- Guido von Bray (1522–1567), protestantischer Reformator, in Valenciennes gefangen genommen und gehängt
- Jean-Baptiste Carpeaux (1827–1875), Bildhauer
- Louis Cattiaux (1904–1953), Maler und Autor
- Bernard Chiarelli (1934–2024), Fußballspieler und Trainer
- Eugène Chigot (1860–1923), Maler
- Pierre-Victor Dautel (1873–1951), Graveur und Medailleur
- Grégoire Delacourt (* 1960), Publizist, Schriftsteller, Filmregisseur und Drehbuchautor
- Léon Delsarte (1893–1963), Turner
- Anselme Dimier (1898–1975), Trappistenmönch, Kunsthistoriker, Ordenshistoriker und Archäologe
- Julie Dorus-Gras (1805–1896), Opernsängerin (Koloratursopran)
- Louis Dorus (1812–1896), Flötist
- Michel Duchaussoy (1938–2012), Schauspieler
- Victor Duvant (1889–1963), Turner
- Jean Froissart (um 1337–um 1405), Dichter und Chronist
- Jacques Gestraud (* 1939), Radrennfahrer
- Alfred Mathieu Giard (1846–1908), Biologe
- Charles-Louis Guéhéneuc (1783–1849), General der Infanterie
- Henri Harpignies (1819–1916), französischer Landschafts- und Genremaler
- Heinrich VII. (1278/79–1313), römisch-deutscher Kaiser
- Jérémie Janot (* 1977), französischer Fußballtorwart
- Jean-Baptiste-Aimé-Joseph Janson (1742–1803), Cellist und Komponist
- Marie Kubiak (* 1981), Fußballspielerin
- Guy Lapchin (1903–1991), Autorennfahrer
- Claude Le Jeune (1530–1600), flämischer Komponist hugenottischen Glaubens
- Jean Lefebvre (1919–2004), Schauspieler
- Séverine Liénard (* 1979), Volleyball- und Beachvolleyballspielerin
- Nathalie Lupino (* 1963), Judoka
- Xavier Malle (* 1965), römisch-katholischer Geistlicher, Bischof von Gap
- Simon Marmion (1425–1489), Maler und Illuminator
- Edmond Membrée (1820–1882), Komponist
- Edmond Marin La Meslée (1912–1945), Pilot im Zweiten Weltkrieg
- Jean Mineur (1902–1985), Filmregisseur und -produzent
- Frédéric Nihous (* 1967), Vorsitzender der französischen Partei Chasse, pêche, nature, traditions
- Cécile Nowak (* 1967), Judoka und Olympionikin
- Charles Nungesser (1892–1927, verschollen), französischer Jagdflieger des Ersten Weltkriegs
- André Passebecq (1920–2010), französischer Naturtherapeut und Osteopath
- Jean-Baptiste Pater (1695–1736), Maler
- Raymond Pech (1876–1952), Komponist
- Philippa von Hennegau (1311–1369 in Windsor), Gemahlin König Eduards III. von England
- Philippe III. de Croÿ (1526–1595), Führer des römisch-katholischen Adels in den Spanischen Niederlanden
- Alexandre Abel de Pujol (1785–1861), Historienmaler akademischer Richtung und Schüler Jacques-Louis Davids
- Louis Quempe (1883–1961), Turner
- Pierre Richard (* 1934), Schauspieler und Komiker
- Dominique Riquet (* 1946), Politiker und Mitglied des Europäischen Parlaments
- Théophile Tilmant (1799–1878), Geiger und Dirigent
- Henri Catherine Balthazard Vincent (1775–1844), General der Infanterie
- Jacques Vasseur (1920–2009), Kriegsverbrecher
- Henri Wallon (1812–1904), Historiker und Staatsmann
- Jean-Antoine Watteau (1684–1721), Maler
- Bruno Wojtinek (* 1963), Radrennfahrer